# Furlbach
Der Furlbach ist ein orografisch rechtes Nebengewässer der oberen Ems in Nordrhein-Westfalen, Deutschland. Er hat eine Länge von 14,6 km. Wegen seiner Naturnähe ist er ein Referenzgewässer und repräsentiert den Fließgewässertyp 14 - sandgeprägte Tieflandbäche.

## Flussverlauf
Der Furlbach entspringt knapp auf Augustdorfer Gebiet in der oberen Senne innerhalb des Naturschutzgebietes Schluchten und Moore am oberen Furlbach. Dort befindet sich auf einer Fläche von rund anderthalb Hektar ein Quellmoor, aus dem das Wasser an zahlreichen Stellen aus dem Talboden und an den Talkanten zutage tritt.
Am unteren Rand des Quellmoores vereinigen sich die Rinnsale und bilden den Furlbach, dessen Abflussmenge bereits unterhalb des Quellgebietes so hoch ist, dass dort einst eine Wassermühle betrieben werden konnte. Diese als Tütgenmühle benannte Anlage ist heute jedoch nur noch als Ruine erhalten.

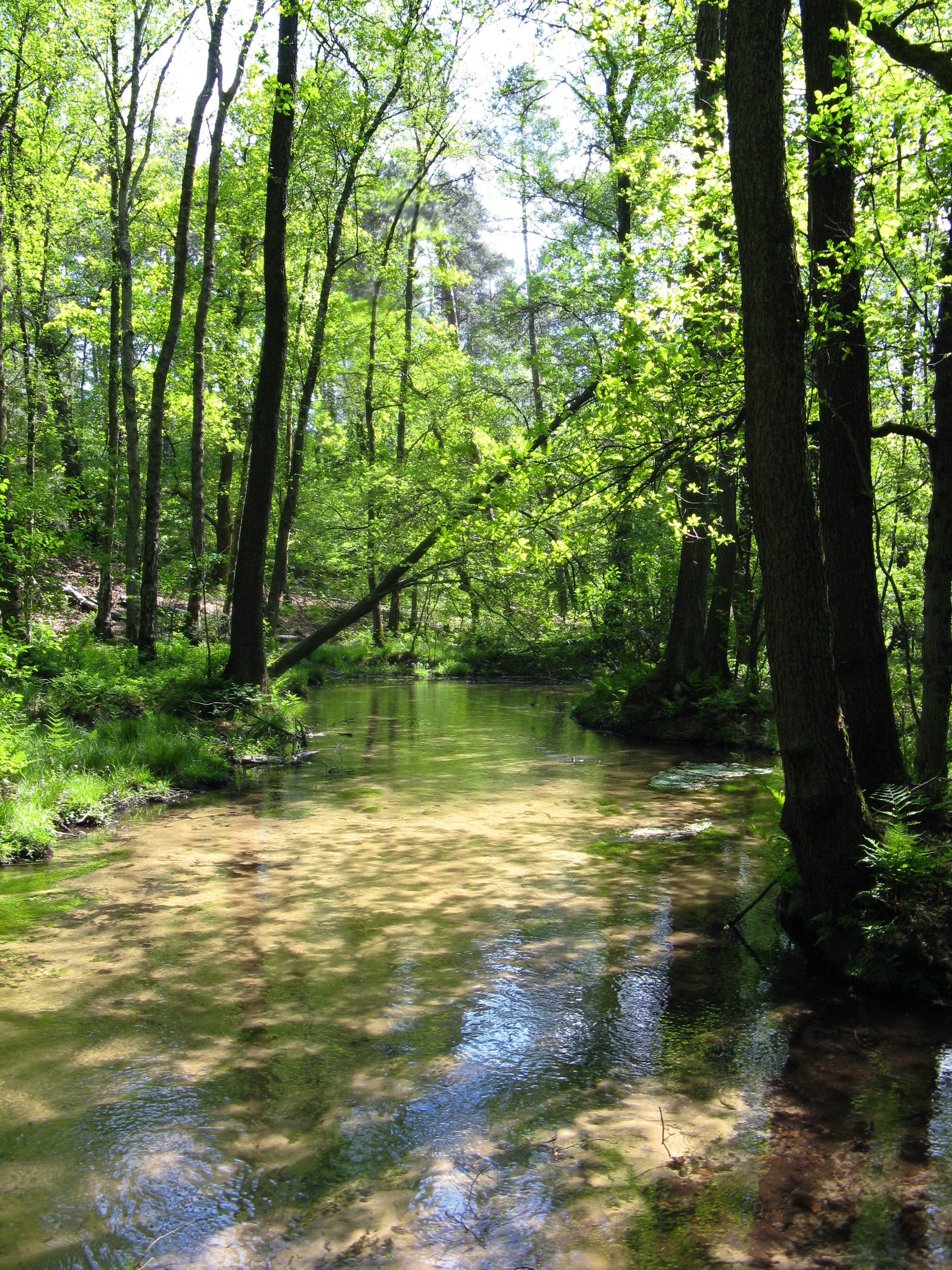
Furlbach im Furlbachtal

Das Gewässer tritt daraufhin in das Gebiet von Schloß Holte-Stukenbrock ein und nimmt rechtsseitig den aus Augustdorf zulaufenden Furtbach auf. Anschließend setzt es seinen Weg durch das Furlbachtal in südwestliche Richtung fort und folgt dabei der Abflachung des Teutoburger Waldes. Innerhalb des Bachtals führt der Gewässerlauf durch ausschließlich bewaldetes Gelände.
Wenige Meter nach dem Verlassen der geschützten Fläche nimmt der Furlbach südöstlich des Safarilands Stukenbrock den aus dem Truppenübungsplatz Senne zulaufenden Bärenbach auf und wird daraufhin auf Höhe der Fockelmühle zu einem Fischteich aufgestaut. Im weiteren Verlauf passiert der Furlbach die 13,5 ha große ehemalige Sandgrube Sennesee, unterquert anschließend die Bundesautobahn 33 und tritt daraufhin in das Gemeindegebiet von Hövelhof ein.
Nach der Querung des Ortsteils Hövelriege durchläuft der Furlbach im Bereich der Kattenheide erneut eine zum Zwecke der Fischzucht errichtete Stauanlage und führt südlich am Rixelbruch vorbei, einem etwa 6,4 ha umfassenden und aus einem Erlenbruchwald auf sandigem Untergrund bestehenden Naturschutzgebiet.
Nachfolgend durchfließt der Furlbach südlich von Kaunitz bzw. nördlich von Espeln die Parklandschaft der Koldingsheide, bei der es sich wie auch bei der zuvor durchzogenen Kattenheide um eine alte Grenzheide des Hochstifts Paderborn und der Grafschaft Rietberg handelt. Westlich dieses Bereiches tritt das Gewässer dann in das Stadtgebiet von Delbrück ein.
Nördlich des Delbrücker Ortsteils Steinhorst wird der Furlbach über ein altes Schleusenbauwerk in südliche Richtung abgeleitet und mündet kurz darauf in die Ems. Der auch als Lannertbach bezeichnete Altarm setzt seinen Weg hingegen in südwestliche Richtung fort und bildet daraufhin den westlichen Abschluss des Steinhorster Beckens sowie die Delbrücker Stadtgrenze gegen Verl und Rietberg. Südlich des Steinhorster Beckens entwässert dann auch dieser Altarm in die Ems.
Das Gewässer überwindet während seiner Fließstrecke einen Höhenunterschied von 56 Metern, somit ergibt sich ein mittleres Sohlgefälle von 3,8 ‰.

## Charakteristik
Charakteristisch für den Furlbach ist neben seinem klaren Wasser das besonders helle und mit markanter Riffelstruktur versehene Sandbett, das zwar im Furlbachtal besonders ausgeprägt, aber weithin im gesamten Gewässerverlauf erkennbar ist.
Während sich der Bach in seinem Oberlauf mäandrierend in ein Schluchttal eingeschnitten hat, verläuft das Bett im Unterlauf etwa ab dem Eintritt in die Koldingsheide infolge von Sedimentation höher als das umliegende Auenniveau.

## Etymologie
Der Name „Furlbach“ bezieht sich auf die Kiefer bzw. die Föhre, welche früher auch Forle oder Furle genannt wurde. Die Kiefer ist die mit Abstand häufigste Baumart in den Wäldern und Forsten der Senne.
Im Volksmund wird der Furlbach aufgrund seines sehr hellen Sandbettes auch „witte Biäke“ (weißer Bach) genannt.

## Sonstiges
Vor allem im Mittel- und Unterlauf des Furlbachs befinden sich Wehranlagen, die ehemals der Bewässerung der angrenzenden Wiesen dienten und für die Gewässerfauna ein unüberwindliches Hindernis darstellten. In den letzten Jahren ist die ökologische Durchgängigkeit jedoch wiederhergestellt worden, indem an drei Wehranlagen Umgehungsrinnen angelegt sowie sechs Wehre zu Sohlgleiten umgestaltet wurden.